# Air Italy
Air Italy fue una aerolínea cuyas oficinas centrales se encontraban en Olbia, Italia. Su principal base era el Aeropuerto de Milán-Malpensa, con centros de conexión en el Aeropuerto de Olbia-Costa Smeralda y en el Aeropuerto de Verona.  Operaba vuelos domésticos en Italia, e internacionales a otros destinos de Europa, Asia y los Estados Unidos. Está conformada por la empresa AQA Holding, que era propietaria  de Alisarda (51%) y Qatar Airways (49%).
Debido al impacto en la aviación de la pandemia de COVID-19 fue liquidada por el consejo administrativo el día 11 de febrero de 2020 debido a pérdidas superiores a 120 millones de euros. El último día de operaciones fue el 26 de febrero de 2020.

## Historia
La aerolínea fue fundada como Alisarda el 29 de marzo de 1963 por el Aga Khan como un operador de taxi aéreo y de vuelos chárter para promover el turismo a Cerdeña. Los servicios regulares comenzaron en 1964 desde Olbia. En 1989, se produjo una ampliación del capital del 35% fue ofrecida a nuevos inversores para reforzar la compañía, asimismo la denominación Meridiana fue adoptada el 3 de mayo de 1991. El primer servicio internacional fueron operados a fines de ese mismo año hacia Barcelona, París, Londres y Fráncfort.
Actualmente transporta más de tres millones de pasajeros por año. Durante el 2004, Meridiana reemplazó cuatro BAe 146-200 por cuatro Airbus A319-100 alquilados, y tiene planes de sumar un quinto. En enero de 2004 fue reportado que Meridiana estuvo considerando reemplazar su flota de McDonnell Douglas MD-82 por 17 Airbus A320-200. En diciembre de 2004 Meridiana había ganado la oferta por las rutas del servicio público obligatorio desde y hacia Cerdeña. Sin embargo, a fines de diciembre una corte italiana suspendió el contrato en forma temporal hasta que se resuelva el caso.
A fines de febrero de 2010 nació Meridiana fly, el segundo transportista en Italia, proveniente de la fusión de dos protagonistas del transporte aéreo: Eurofly, Empresa especializada en el servicio de chárter hacia destinos vacaciones de largo alcance y Meridiana, transportista de línea con una red nacional y europea articulada, especialmente dirigida a conectar los principales aeropuertos italianos con las dos islas mayores, Cerdeña y Sicilia. 
Asimismo, en octubre de 2011 Meridiana fly compró totalmente la propiedad de Air Italy, transportista italiano de vocación chárter que ha entrado definitivamente a formar parte del Grupo y que ahora efectúa conexiones por cuenta de Meridiana. 
Después de una operación de cambio de marca, a partir de marzo de 2013 la empresa eliminó la marca comercial Air Italy y el fly de Meridiana reemplazándola con "Meridiana".
De manera que todos los vuelos son operados como Meridiana con el código IATA IG e ICAO ISS. Están todavía activos dos C.O.A. separados a nombre de Meridiana fly y Air Italy, con las respectivas estructuras operativas, personal de navegación y contratos de trabajo.
Desde mayo de 2013 la empresa no cotiza más en la Bolsa de Valores de Milán.
Air Italy es una importante compañía aérea nacional, con una historia de más de 50 años, que transporta anualmente más de 4 millones de pasajeros en Italia y en el exterior.
La compañía Qatar Airways se hizo en julio de 2017 con el 49% del capital de Meridiana, quedando el 51% restante en manos de Alisarda.

## Destinos

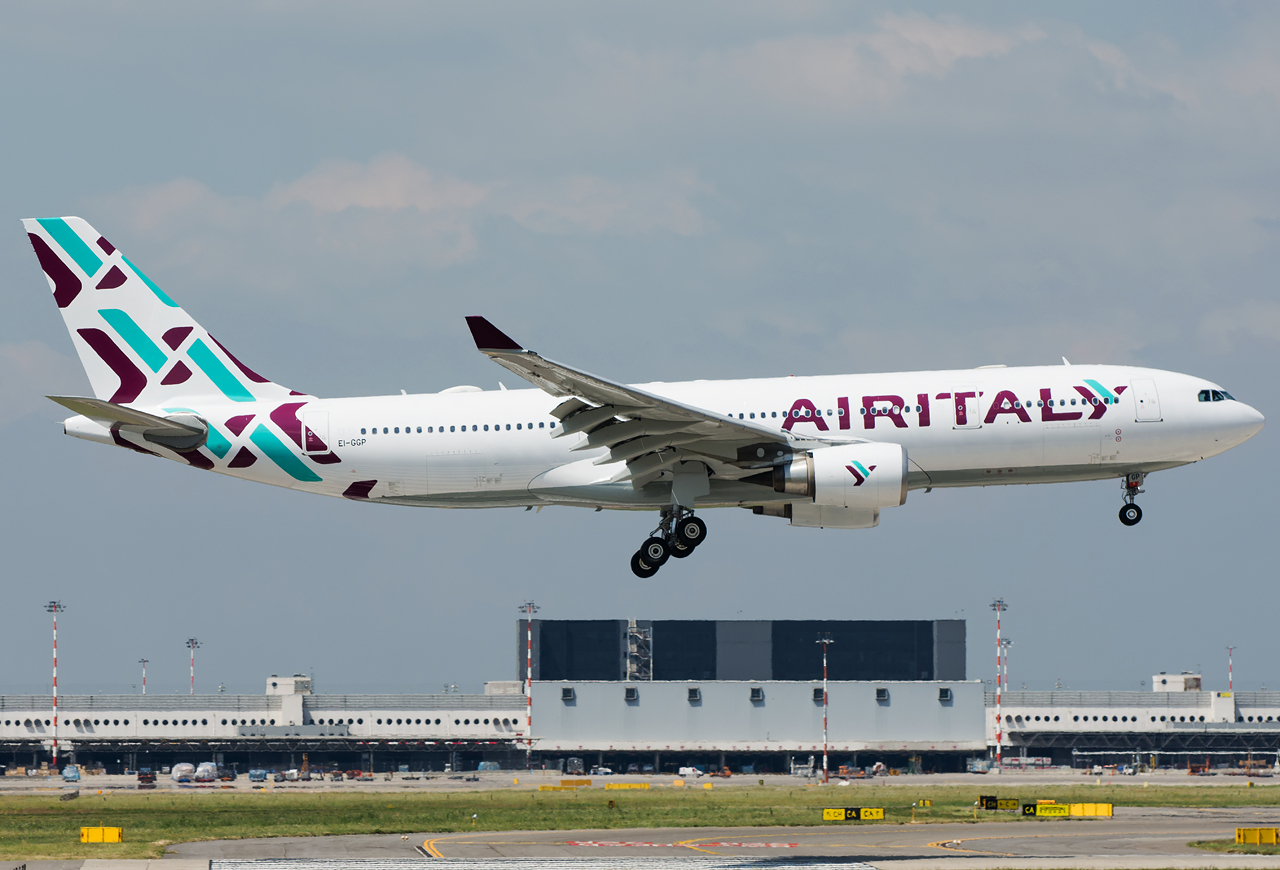
Airbus A330-200

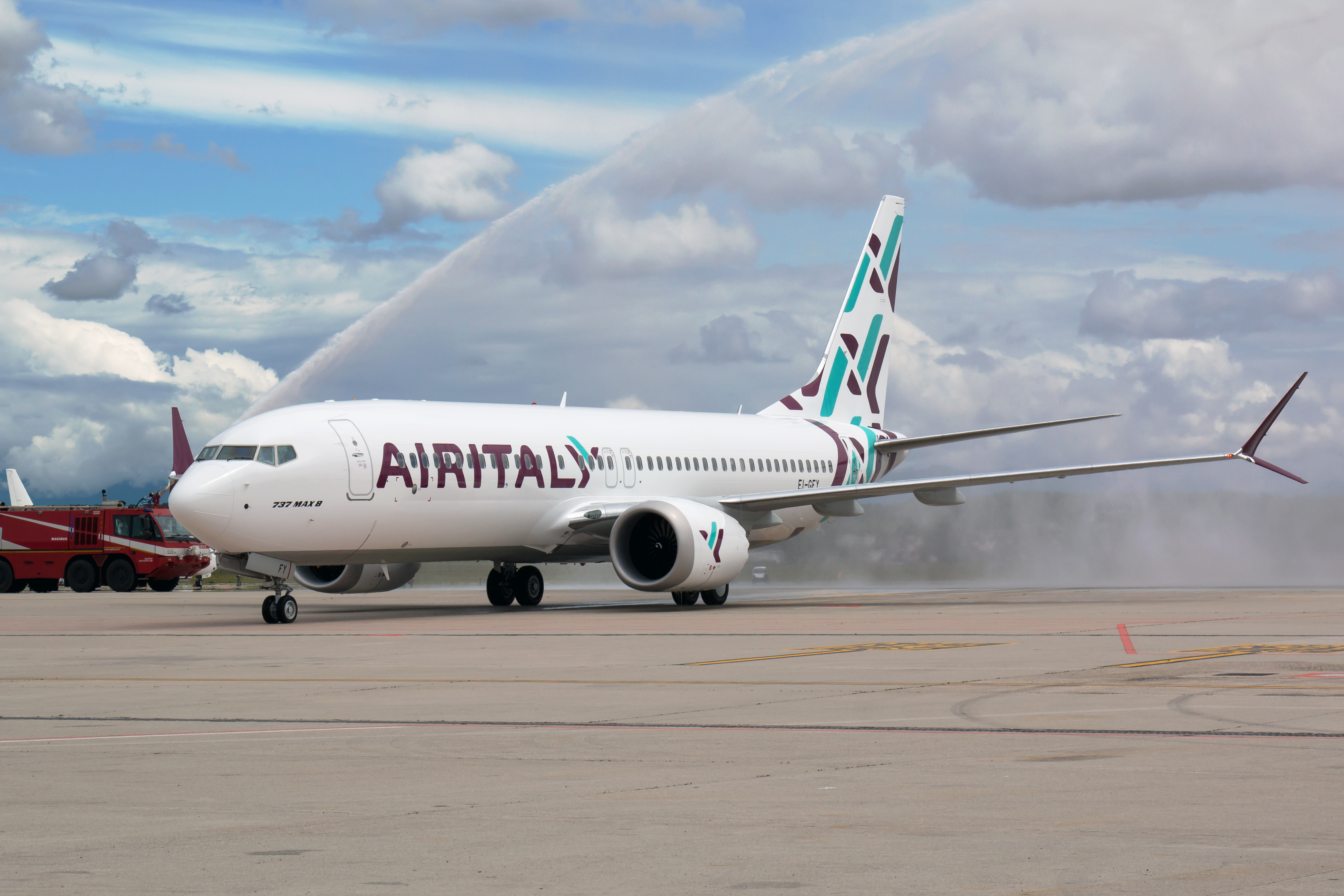
Boeing 737 MAX 8

### Acuerdos de Código Compartido
Air Italy tiene acuerdos de código compartido (desde enero de 2018)
- Air Malta
- Air Moldova
- Blue Air
- Blue Panorama Airlines
- British Airways (Oneworld)
- Iberia (Oneworld)
- Qatar Airways (Oneworld)[5]
- S7 Airlines (Oneworld)

## Flota Histórica
La aerolínea durante su existencia operó las siguientes aeronaves: